# دنیاهای من آکوستیک
دنیاهای من آکوستیک (به انگلیسی: My Worlds Acoustic) نام اولین آلبوم ریمیکس خوانندهٔ نوجوان کانادایی، جاستین بیبر است. این آلبوم شامل ریمیکسی از بعضی از ترانه‌های دو آلبوم قبلی بیبر است: «دنیای من» و «دنیای من ۲.۰». این آلبوم شامل ۹ ترانهٔ میکس شده و یک ترانهٔ جدید با نام «دعـا» است.
آلبوم دنیاهای من آکوستیک پس از انتشار، در رتبهٔ ۷ جدول بیلبورد ۲۰۰ و در رتبهٔ ۴ جدول آلبوم‌های کانادا قرار گرفت.

## فهرست ترانه‌ها
| شماره | نام                                      | نویسنده(ها)      | مدت  |
| ----- | ---------------------------------------- | ---------------- | ---- |
| ۱.    | «یک بار»                                 |                  | ۳:۰۶ |
| ۲.    | «عزیزم»                                  | جاستین بیبر و... | ۳:۳۵ |
| ۳.    | «یک دختر تنها»                           |                  | ۳:۵۷ |
| ۴.    | «به سمت زمین»                            | جاستین بیبر و... | ۴:۰۳ |
| ۵.    | «لبخند بزن»                              | جاستین بیبر و... | ۳:۱۶ |
| ۶.    | «Stuck in the Moment»                    | جاستین بیبر و... | ۳:۱۸ |
| ۷.    | «دختر محبوب (اجرای زنده)» ((اجرای زنده)) |                  | ۵:۰۹ |
| ۸.    | «اون باید من باشم»                       | جاستین بیبر و... | ۴:۰۹ |
| ۹.    | «هرگز نگو هرگز»                          | جاستین بیبر و... | ۳:۴۲ |
| ۱۰.   | «دعـا»                                   | جاستین بیبر و... | ۳:۳۲ |